# Taxisco
Taxisco är en ort i Guatemala.   Den ligger i kommunen Municipio de Taxisco och departementet Departamento de Santa Rosa, i den södra delen av landet, 60 km söder om huvudstaden Guatemala City. Taxisco ligger 208 meter över havet och antalet invånare är 6 518.
Terrängen runt Taxisco är varierad. Runt Taxisco är det ganska tätbefolkat, med 72 invånare per kvadratkilometer. Närmaste större samhälle är Chiquimulilla, 9,1 km öster om Taxisco. Omgivningarna runt Taxisco är en mosaik av jordbruksmark och naturlig växtlighet.